# Ismail Omar Guelleh
Ismail Omar Guelleh (Dire Daua, 27 novembre 1947) è un politico gibutiano, secondo Presidente di Gibuti dal 1999, successore di suo zio Hassan Gouled Aptidon.

## Biografia
Con l'aiuto di suo zio l'anziano presidente del Gibuti (Hassan Gouled Aptidon), diresse i servizi d'informazione e le unità speciali.
Nel 1999 grazie al sostegno della Francia, Guelleh succede allo zio alla presidenza della repubblica.
Nel 2000, liquida il capo della polizia, Yacin Yabeh Galab, che tentava un golpe.
L'8 aprile 2005, si presenta unico candidato alle elezioni presidenziali di Gibuti, e ottiene un secondo mandato per sei anni, l'opposizione gibutiana contesta duramente la vittoria e rifiuta l'esito delle elezioni.
Il Governo Guelleh è duramente contestato dai vicini africani per via delle cattive condizioni in cui riversa il paese; fame, corruzione, traffico di droga, e miseria. Ha creato però una sola centrale elettrica, ma mal funzionante perché priva di investimenti finanziari.